# ARENA TOUR 2024 UNDERGROUND
『L'Arc〜en〜Ciel ARENA TOUR 2024 UNDERGROUND』（ラルク アン シエル アリーナ・ツアー にせんにじゅうよん アンダーグラウンド）は、日本のロックバンド、L'Arc〜en〜Cielが2024年に開催したコンサートツアー。

## 概要
「L'Arc〜en〜Ciel ARENA TOUR 2024 UNDERGROUND」は、L'Arc〜en〜Cielが2024年2月から同年4月にかけて全国6都市で全15公演を開催したライヴツアー。ツアータイトルの”UNDERGROUND”は、hydeが提案したもので、「これまで披露の機会が少なかった楽曲群を掘り起こしスポットを当てる」というコンセプトのもと付けられている。なお、2024年4月13日・14日に開催されたファンクラブ会員限定の横浜アリーナ公演は、2020年のライヴツアー「ARENA TOUR MMXX」における同所での公演が新型コロナウイルスの蔓延により中止の憂き目をみたことを踏まえ、追加で組まれたリベンジ公演となっている。ちなみに当初、このファンクラブ会員限定公演は、別の場所で開催される予定だったが、前記の中止の経緯を踏まえ、会場が横浜アリーナに変更されたという。
なお、このツアーの演出を含めた構成の指揮は、主にtetsuyaが担当している。従来のL'Arc〜en〜Cielのライヴでは、tetsuyaの「ヴォーカリストがやりたいことを具現化するのがいい」という考えもあり、フロントマンのhydeが中心になってスタッフとセットリストを含めた構成・演出を決めていた。tetsuyaはhydeに演出面を任せていた理由について「歌って、自分の声、体が楽器なので、例えば"頭のところの曲順はいいけど、あの曲とこの曲をつなげてそこに持ってくるのはツラいな"とか"ここは歌っててやりにくいな"とかあるんですよ。ヴォーカリスト的には。ライヴ全体を支配するのはヴォーカリストだと思うので、そこも踏まえて、ヴォーカリストがやりたいようにするのがいいと思ってたんです。だから、これまではずっとhydeに任せてたんですよね」と語っている。ただ、今回のツアーではhydeから依頼があり、tetsuyaが取り仕切ることになった。tetsuyaは指揮をとることになった経緯について「僕、別にそこまでやるつもりなかったんですよね。セットリストも元々は演出家にたたき作ってもらって、そのたたきをちょっとブラッシュアップする程度でいいかなぁって。僕もベースの練習とか、自分のプレイに集中したいんで、任せられるところはプロのスタッフに任せてって思ってたんですけどね、当初は」「セットリストの初期の初期の演出家案とか、hydeも"これ、teっちゃんOKしてんの?"とか、"teっちゃん的にいいの?"みたいなことを言ってるってきて。"いや、正直俺もそれ全然気に入ってないよ"っていうので、"じゃあ、teっちゃん考えて"みたいな感じでやり出した」と述べている。
tetsuya曰く、今回はライヴまわりの管理体制を見直したという。tetsuyaはツアー開催前に、今回のライヴ制作に関して「なんかね、横の繋がりがなかったんですよ。それぞれ部署ごとに分かれてて。で、トータルで全体を見る人間が居なかった。それを僕がやってて…例えば、僕は今までグッズを中心に見てたけど、どういうグッズがライヴ会場で販売されてるかって、舞台の人は知らないわけですよ。で、ロゴマークをデザインするでしょう？そのロゴマークをステージ上でも使いたかったりするじゃない。でも、そのロゴマークを作ったデザイナーさんが誰なのかとかも知らないわけ、舞台監督とか舞台側の人間は。なんか表記するにしても、同じフォントにしたり、同じデザイナーさんにデザインしてもらって、ステージ上もそういう文字を入れた方が統一感出るとか、映像で映すフォントとかも統一した方がいいとか。僕が今やることになって、全体をトータルで、そういうことが全部見れるようになって。横が繋がってないなんてことは今回初めて分かった」と述べている。なお、tetsuyaはツアー後に受けたインタビューの中で「（ライヴビデオの）編集作業に立ち会って、家で観たときに、飽きないような作りの編集にしていくんですけど。スタジオで編集作業をするときに"この曲はこういう照明だったんだ"とか"後ろにこんな映像が流れてたんだ"みたいなことに初めて気づくことも多いし。編集していくなかで"ここは間が長すぎたから短くしたほうがいいな"とか、いろいろ気づくの。"この映像、なんかよくなかったな"とか"オープニングの映像があれなのに、曲中に統一感がないな"とか。そういうものを映像編集で体験してたから、ラルクで今回ライブの総合演出をやったときも、それがリアルタイムでライヴを演出するというのに変わっただけで。別に違うことをやってるという感覚は僕の中にはなかったんですよ。これまでやってたことがすごく役に立ちましたね」と演出を務めた経験について述べている。なお、今回のツアーはtetsuyaが結成したトリビュートバンド、Like〜an〜Angelが前年に行った日比谷野外大音楽堂公演を踏まえたうえでライヴ制作が行われており、tetsuyaは「日比谷で試せるなと思ったからいろいろ試してました。その実証実験があってのラルクでした」と述べている。ちなみに、Like〜an〜Angelが開催する公演には、L'Arc〜en〜Cielのライヴでステージディレクターを務める中谷"ガッツ"剛之らが参加しており、ラルクとライクで共通のスタッフが関わっている背景がある。
ステージセットは、2021年に開催したライヴツアー「30th L'Anniversary TOUR」から引き続き、円形の回転式センターステージが採用されている。
セットリストには、上記のコンセプトを踏まえ、近年ライヴで演奏されることがなかった楽曲が数多く組み込まれている。今回のツアーでは、「Taste of love」「Cureless」が約28年ぶり、「a silent letter」が約24年ぶり、「Ophelia」が約19年ぶり、「All Dead」が約18年ぶり、「自由への招待」が約17年ぶり、「THE NEPENTHES」「砂時計」が約16年ぶり、「EXISTENCE」「THE BLACK ROSE」「Bye Bye」が約12年ぶり、「Blame」「NEXUS 4」「shade of season」が約10年ぶりに披露された。なお、当初hydeは「シングル（の表題曲）を1曲もやらないぐらいでいいのではないか？」と提案していたというが、全国のアリーナ規模の会場をまわり20万人以上を動員することもあり、「単発のライヴならいいだろうけど…」とスタッフから難色を示されていたという。総指揮を務めるtetsuyaはツアー開始前に、こういった意見や他メンバーの要望を踏まえ、セットリストを決めたと明かしている。tetsuyaはセットリストを決めた経緯について「数曲、hydeが"この曲よりこっちのほうがいいんじゃない？"とか、"この順番どうかな？"っていうのがあって。最終的には2人で決めたセットリストですね」「王道のキラーチューンに頼らずにライヴができるかっていうのも試したかった」と語っている。
また、今回のライヴは、7曲区切りの全3部で構成されている。公演の幕開けではオープニング映像の最後にツアーロゴが出現し、ピアノの第一音が鳴り響きオープニングナンバーとして「All Dead」が披露されている（なお、別パターンでは同じピアノの音から「THE BLACK ROSE」を披露）。第1部の最後には久々に「Taste of love」が披露され、映像演出を挟み、8曲目の「Voice」から第2部が始まる。そして7曲演奏した後に、L'Arc〜en〜Cielに関するクイズコーナー"THE L'ArQuiz（読み：ラルクイズ）"を経て、青空に虹が架かる映像演出から最終章となる第3部の幕開けとして「GOOD LUCK MY WAY」が演奏されている。その後ラストナンバーとして「MY HEART DRAWS A DREAM」が披露され、観客との大合唱で公演が締めくくられている。なお、今回のツアーの一部公演では、tetsuyaの発案により、メンバーのMC中にAIが登場したり、バンドのマスコットキャラクター「ルシエルちゃん」が声付きで参加している。
ライヴグッズは、Tシャツやリストバンドといった定番アイテムから、メンバープロデュースのグッズが販売されている。さらに、各会場では、常盤堂雷おこし本舗（東京限定）、三和山本 大阪名物たこやん（大阪限定）、千鳥饅頭総本舗"チロリアン"（福岡限定）、青柳総本家 カエルまんじゅう（愛知限定）、ケヤキ堂"狭山茶寮ぷれみあむ さやま茶らんぐ"（埼玉限定）、ありあけ ハーバー（神奈川限定）といった各地域の食品・製菓メーカーとのコラボレーション商品が限定販売された。また、2024年4月5日から同年4月8日の間、ツアータイトルにちなみ、ラーメン店「頑者UNDERGROUND RAMEN コクーン新都心店」とコラボレーションしたメニューが展開されている。さらに本ツアーの開催中には、オフィシャルグッズサイトにて、「L'A油」と名付けた食べるラー油が通信販売されている。
また、本ツアーの最終公演となったファンクラブ会員限定の横浜アリーナ公演の模様は、日本国内の映画館でライヴビューイングが実施された。なお、初日公演は全国54館、最終日公演は全国62館の映画館で生中継されている。ちなみにこのビューイングは、公式ファンクラブ会員のみが観覧できる企画となっている。
このツアーが終了した後、2024年7月1日から7月14日の2週間限定で、SHIBUYA TSUTAYAにあるカフェとコラボレーションしたイベント「L'Arcafe 2024 at SHIBUYA TSUTAYA」が開催された。このカフェでは、オリジナルメニューが販売される他、同年4月13日・14日にファンクラブ会員のみを動員した横浜アリーナ公演の映像が上映された。なお、カフェイベントにはファンクラブ会員のみが参加可能となっている。
さらに、2024年7月20日には、WOWOWにてこのツアーのさいたまスーパーアリーナ公演の模様がダイジェスト放送されている。なお、この放送では2日間のライヴの模様を編集し、1つのライヴプログラムとしてオンエアされた。また、WOWOWでは加入者を対象に「L'Arc〜en〜Ciel×WOWOW Collaboration 限定Tシャツ」を抽選で300名にプレゼントする施策が実施されている。
2024年9月から12月にかけて、VRスペシャルイベント「L'Arc〜en〜Ciel "ARENA TOUR 2024 UNDERGROUND" -Welcome to Special Seat-」を開催。このイベントは、同年9月6日から9月16日の福岡・博多マルイを皮切りに、10月4日から10月20日に大阪・なんばマルイ、11月29日から12月15日に東京・有楽町マルイといった丸井3店舗を巡回して開催された。なお、このイベントは、本ツアーで披露した3曲のライヴ映像をVRゴーグルで体感できる体験型企画となっている。

## その他
- チケット料金はプレミアムチケット24,000円（プレミアムチケットオリジナルグッズ付）、一般チケット12,000円。ライヴビューイングは全席指定4,800円。システム手数料は990円。